# Liesbeth Venetiaan-Vanenburg
Liesbeth Venetiaan-Vanenburg (Suriname, 3 november 1942) is een Surinaams maatschappelijk werker die van 1991 tot 1996 en van 2000 tot 2010 de first lady van Suriname was.

## Biografie
Liesbeth Vanenburg werd in Suriname geboren. In 1961 ging ze naar Den Haag om aan de Katholieke Sociale Academie te studeren. In 1964 ontmoette ze Ronald Venetiaan op een studentenfeest in Leiden. In 1965 keerde ze terug naar Suriname, en in 1966 trouwde ze met Venetiaan.
Venetiaan-Vanenburg werkte als maatschappelijk werkster. In 1973 werd haar man minister van onderwijs en volksontwikkeling in het Kabinet-Arron I. In 1980 pleegde Desi Bouterse een staatsgreep, en moest het gezin Venetiaan onderduiken. Later werden ze onder huisarrest geplaatst en bewaakt door gewapende soldaten.
In 1987 werd de democratie hersteld. In 1991 werd Ronald Venetiaan verkozen als president van Suriname, en werd Liesbeth first lady. In 1993 werd ze gekozen tot Vrouw van het Jaar door Stichting Wetenschappelijke Informatie. Haar man was president tot 1996. Venetiaan-Vanenburg was opnieuw first lady van 2000 tot 2010.
In 2010 kwam Bouterse opnieuw aan de macht. Op 12 augustus 2010 besloot hij dat Ingrid Bouterse-Waldring, zijn vrouw, als first lady recht had op een salaris van SRD 8.742. Er was gebleken dat Venetiaan-Vanenburg als first lady altijd gratis haar activiteiten had verricht, en recht had op ongeveer een miljoen Surinaamse dollar. Venetiaan-Vanenburg had vervolgens het geld geweigerd.
Venetiaan-Vanenburg was ook actief voor verschillende goede doelen waaronder het voorzitterschap van de Stichting Netwerk Vrouwen Suriname en Nederland en stichting Oriole. In 2020 werd ze door Dagblad Suriname verkozen als beste first lady van Suriname.

## Privé
Het echtpaar Venetiaan heeft vier kinderen. Op 1 november 2020 werd haar dochter Shanti Venetiaan de eerste vrouwelijke voorzitter van de Anton de Kom Universiteit.